# 阿什蘭鎮區 (阿肯色州勞倫斯縣)
阿什蘭鎮區（英語：Ashland Township）是位於美國阿肯色州勞倫斯縣的一個行政鎮區。

## 地方資料
阿什蘭鎮區的面積為68.24平方千米，當中陸地面積為68.16平方千米，而水域面積為0.08平方千米。根據2010年美國人口普查的數據，當地共有人口240人，而人口密度為每平方千米3.52人。